# Енгозеро
Енгозеро — озеро на территории Идельского сельского поселения Сегежского района Республики Карелии.

## Общие сведения
Площадь озера — 6,6 км², площадь водосборного бассейна — 63,2 км². Располагается на высоте 106,1 метров над уровнем моря.
Форма озера продолговатая: оно вытянуто с севера на юг. Берега изрезанные, каменисто-песчаные, местами заболоченные.
Из залива в северной оконечности озера вытекает река Енга, которая, протекая через Ловжеозеро, впадает в реку Нижний Выг.
С юго-восточной стороны в озеро впадает ручей Теньгово.
В озере более десяти безымянных островов различной площади, однако их количество может варьироваться в зависимости от уровня воды.
Код объекта в государственном водном реестре — 02020001311102000008524.